# سبدنشین پشت‌سیاه
سبدنشین پشت‌سیاه یا سبدنشین گردن‌سیاه (نام علمی: Cisticola eximius) نام یک گونه از سرده سبدنشین است.